# Zwemmen op de Olympische Zomerspelen 2020 – 400 meter wisselslag vrouwen
De 400 meter wisselslag vrouwen op de Olympische Zomerspelen 2020 vond plaats op 24 juli (series), en 25 juli 2021 (finale). Na afloop van de series kwalificeerden de acht snelste zwemmers zich voor de finale. Regerend olympisch kampioene was Katinka Hosszú.

## Records
Voorafgaand aan het toernooi waren dit het wereldrecord en het olympisch record:
| Wereldrecord     | Katinka Hosszú | 4.26,36 | Rio de Janeiro | 6 augustus 2016 |
| Olympisch record | Katinka Hosszú | 4.26,36 | Rio de Janeiro | 6 augustus 2016 |

## Uitslagen

### Series
| Rang | Serie | Baan | Naam                       | Land             | Tijd    | Bijz. |
| ---- | ----- | ---- | -------------------------- | ---------------- | ------- | ----- |
| 1    | 3     | 5    | Emma Weyant                | Verenigde Staten | 4.33,55 | Q     |
| 2    | 3     | 6    | Aimee Willmott             | Groot-Brittannië | 4.35,28 | Q     |
| 3    | 2     | 4    | Yui Ohashi                 | Japan            | 4.35,71 | Q     |
| 4    | 3     | 3    | Mireia Belmonte            | Spanje           | 4.35,88 | Q     |
| 5    | 2     | 5    | Hali Flickinger            | Verenigde Staten | 4.35,98 | Q     |
| 6    | 2     | 6    | Viktória Mihályvári-Farkas | Hongarije        | 4.35,99 | Q     |
| 7    | 3     | 4    | Katinka Hosszú             | Hongarije        | 4.36,01 | Q     |
| 8    | 2     | 7    | Ilaria Cusinato            | Italië           | 4.37,37 | Q     |
| 9    | 3     | 2    | Sara Franceschi            | Italië           | 4.39,93 |       |
| 10   | 3     | 1    | Anja Crevar                | Servië           | 4.40,50 |       |
| 11   | 2     | 1    | Yu Yiting                  | China            | 4.41,64 |       |
| 12   | 3     | 8    | Ageha Tanigawa             | Japan            | 4.41,76 |       |
| 13   | 3     | 7    | Fantine Lesaffre           | Frankrijk        | 4.41,98 |       |
| 14   | 2     | 2    | Tessa Cieplucha            | Canada           | 4.44,54 |       |
| 15   | 1     | 5    | Katja Fain                 | Slovenië         | 4.44,66 |       |
| 16   | 1     | 3    | Azzahra Permatahani        | Indonesië        | 4.54,54 |       |
| 17   | 1     | 4    | Virginia Bardach           | Argentinië       | 5.01,98 |       |
| 18   | 2     | 3    | Sydney Pickrem             | Canada           | DNS     |       |

### Finale
| Rang   | Baan | Naam                       | Land             | Tijd    | Bijz. |
| ------ | ---- | -------------------------- | ---------------- | ------- | ----- |
| Goud   | 3    | Yui Ohashi                 | Japan            | 4.32,08 |       |
| Zilver | 4    | Emma Weyant                | Verenigde Staten | 4.32,76 |       |
| Brons  | 2    | Hali Flickinger            | Verenigde Staten | 4.34,90 |       |
| 4      | 6    | Mireia Belmonte            | Spanje           | 4.35,13 |       |
| 5      | 1    | Katinka Hosszú             | Hongarije        | 4.35,98 |       |
| 6      | 7    | Viktória Mihályvári-Farkas | Hongarije        | 4.37,75 |       |
| 7      | 5    | Aimee Willmott             | Groot-Brittannië | 4.38,30 |       |
| 8      | 8    | Ilaria Cusinato            | Italië           | 4.40,65 |       |